# Viola (Delaware)
Viola város az USA Delaware államában, Kent megyében. Lakosainak száma 140 fő (2020. április 1.).

## Népesség
A település népességének változása:

| 2010 | 157 |
| 2020 | 140 |